# 吉川うたた
吉川 うたた（よしかわ うたた、6月4日 - ）は、日本の漫画家。東京都出身。女性。血液型はAB型。埼玉県立川越女子高等学校卒業。
デビューがいつであるかは本人も「投稿したんでもないし、なしくずしに描き始めたのか」わからないそうで、「1990年頃に、今は亡き大陸書房の『ホラーハウス』あたりで体験物か短い話を描いたのがデビューではないかと…」と話している。代表作は『すっくと狐』（ぶんか社）、『黄昏堂へようこそ』（秋田書店）。

## 作品リスト
- すっくと狐（月刊ホラーM、ぶんか社、1993年 - 2000年、2003年 - ）
- 東雲寮奇譚（月刊サスペリア（現月刊サスペリアミステリー）、秋田書店、1999年 - 2001年）
- 黄昏堂へようこそ（月刊サスペリアミステリー、秋田書店、2001年 - 2005年）
- 勘解由小路くんの事情（プリンセスGOLD、秋田書店、2001年 - 2005年）
- 故郷は緑（ネムキ、朝日ソノラマ→朝日新聞出版、2004年 - 2010年）
- 12の月のめぐる間に（プリンセスGOLD、秋田書店、2006年 - 2009年）
- 東のはて通り異聞（プリンセスGOLD、秋田書店、2010年 - 2013年）
- くにのまほろば（ネムキ、朝日新聞出版、2010年 - 2016年）
- 鳥啼き魚の目は泪～おくのほそみち秘録～（プリンセスGOLD、秋田書店、2013年 - ）
- ざんのいお（月刊ホラーM、ぶんか社） 2005年9月10日発行 ISBN 4-8211-8187-8

(ざんのいお 鳴神月の夜 白秋夜話 ハルヨコイ)
- 日招きの辻（ザ・ホラー、角川書店、1999年 - 2000年） ぶんか社 2009年10月1日発行 ISBN 978-4-8211-8877-2
- ヴァシュタール寓話 （まんがグリム童話、ぶんか社、2013年） 2014年1月1日発行 ISBN 978-4-8211-7519-2